# كارل كريستيان فون لانغسدورف
كارل كريستيان فون لانغسدورف (بالألمانية: Karl Christian von Langsdorf)‏ هو عالم رياضات ألماني، وعالم أرض وعالم طبيعة ومهندس.

## طلبته
- جورج سيمون أوم,
- مارتن أوم.